# Cautaeschra
Cautaeschra é um gênero de traça pertencente à família Arctiidae.